# Benita Armstrong
Benita Eleanora Armstrong, nascida Benita Jaeger mais tarde The Lady Strauss, (1907-2004) foi uma escultora britânica conhecida pelo seu trabalho figurativo em bronze.

## Biografia
Armstrong nasceu numa família judia na Alemanha e mudou-se para Londres em 1926. Em Londres, morava num apartamento em cima de um restaurante na Charlotte Street e por vários anos teve um relacionamento com Clive Bell. Após o término desse relacionamento ela conheceu e, em 1932, casou-se com o artista britânico John Armstrong. Benita Armstrong estudou com o escultor vienense Georg Ehrlich e participou frequentemente em exposições colectivas em Londres e noutros lugares, além de ter regularmente trabalhos incluídos nas Exposições de Verão da Royal Academy. Uma exposição individual do seu trabalho foi realizada nas Galerias Drian em Londres em 1981. Ela e Armstrong separaram-se e ela acabou por se casar com o político do Partido Trabalhista George Russell Strauss, com quem teve dois filhos.